# The Setup
The Setup is een hardcoreband uit het Antwerpse met ex-leden van Thumbs Down en Circle, opgericht in 2002.

## Geschiedenis
The Setup ging op tournee met onder meer Ringworm, Path of Resistance, The Power & the Glory, Death Before Dishonor en Born from Pain en speelde met tal van bands (Madball, Converge, Terror, Walls Of Jericho, Dillinger Escape Plan etc.). Ook speelden ze op festivals als Groezrock, Party on, Puntpop, Ieper Fest, Incubate, With Full Force, Fredericia HC-fest, Ninja Fest, BurningSeason Fest, Dornbirn HC-fest (Oostenrijk), Rock Herk en Pukkelpop.

## Bezetting
The Setup bestaat uit:
- Kris De Weerdt - zanger (ex-Officer Jones)
- Thomas Swalens - gitarist (ex-countdown, one ethic, the end of all reason)
- Raf Balrak - gitarist (ex-Thumbs Down)
- Michiel van Steen - bassist (ex-Fallen)
- Tim Moens - drummer (ex-Poison My Blood)

Vorige leden:
- Jef Van de Weghe - gitarist (ex-Fallen, ex-Sacramental Awakened, speelt ook in .SEC en Moss Upon The Skull)
- Andries Beckers - gitarist (speelde ook in Born from Pain en speelt in Diablo Blvd./Overlord)
- Dries Olemans - zanger (ex-Circle, afscheidsshow op Groezrock 2008, speelt ook in Overlord)
- Benjamin Buschgens - drums
- Christophe Cooremans - bassist
- Serch Carriere - drummer (ex-Clouded, ex-Minus45Degrees, speelt ook in Overlord, speelt ook in BEAR)

## Discografie

### Albums
- The Pretense of Normality (2005) GSR Music
- Minister of Death (2007) GSR Music
- Torchbearer (2009) GSR Music

### MCD
- Nine Kinds Of Pain (2004) Eye Spy Records
- Crawl & Reign (2009) GSR Music

### Vinyl
- Nine Kinds Of Pain (7"/2004) Anger Management Records
- The Pretense Of Normality (lp/2006) Reality Records
- Minister Of Death (lp/2007) Reality Records
- This thing of ours (lp/2013)